# Distretto di La Merced (Huancavelica)
Il distretto di La Merced  è uno degli undici distretti della  provincia di Churcampa, in Perù. Si trova nella regione di Huancavelica.